# HD 73267 b
HD 73267 b는 나침반자리 방향으로 지구로부터 약 179.1 광년 떨어진 곳에 있는 항성 HD 73267 주위를 도는, 외계 행성이다. 어머니 항성은 분광형 G의 주계열성으로, 우리 태양과 매우 비슷하다. 최소 질량은 목성의 약 3배로 슈퍼 목성으로 분류할 수 있다. 항성을 1회 공전하는 데 걸리는 시간은 약 1,260일이며 거리는 약 2.198 천문단위이다.
2008년 10월 26일 칠레 아타카마 사막 소재 라 실라 천문대 소재 CORALIE 분광 사진기를 이용하여 이 행성을 찾아냈다.

## 같이 보기
- BD-17°63 b
- HD 131664
- HD 143361 b
- HD 145377 b
- HD 153950 b
- HD 20868 b
- HD 43848
- HD 48265 b
- HD 73256 b

## 참고 문헌
- (영어) Moutou 연구진 (2009). “The HARPS search for southern extra-solar planets XVII. Six long-period giant planets around BD -17 0063, HD 20868, HD 73267, HD 131664, HD 145377, HD 153950” (요약). 《Astronomy & Astrophysics》 496 (2): 513-519. doi:10.1051/0004-6361:200810941.